# Boj-Cătun
Boj-Cătun – wieś w Rumunii, w okręgu Kluż, w gminie Cojocna. W 2011 roku liczyła 104 mieszkańców.